# Siggi Schwarz

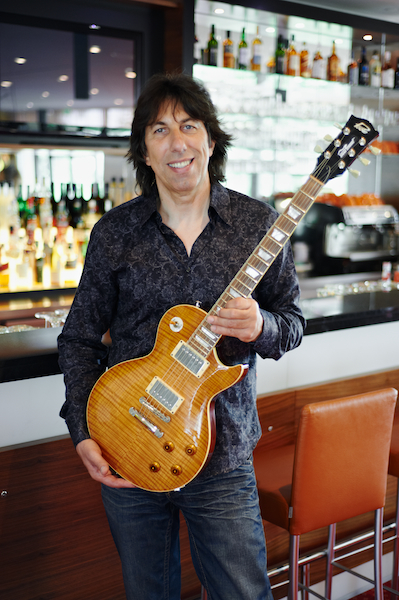
Siggi Schwarz (2011)

Siggi Schwarz (* 28. Februar 1958 in Glött) ist ein deutscher Gitarrist, Musikproduzent und Konzertveranstalter.

## Biografie
Schwarz spielte in der Band Bluespilz und der Funk-Rock-Band Split, mit denen er in den 1970er und 1980er Jahren mehrere Schallplatten auf den Markt brachte und Konzerte in Deutschland, Griechenland, Österreich, Frankreich und Luxemburg absolvierte. 1987 gewann er mit seiner Band VIP den Marlboro Music Award – als beste deutsche Rockband unter mehr als 1200 Teilnehmern. Daraus ergaben sich ein Plattenvertrag bei Marlboro Music/Ariola, eine Produktion in Peter Maffays Red Rooster Studio sowie einige Fernsehauftritte. Schwarz war mehrere Jahre als Gitarrenvorführer auf der Frankfurter Musikmesse tätig. Als Gitarrist und Musikproduzent arbeitete er mit Michael Schenker, Chris Thompson, Chris Norman, Mungo Jerry, Steve Lukather, Simon Phillips, Frank Diez, Geoff Whitehorn, Laurie Wisefield, Alex Conti und Pete Haycock. Von 1990 bis 2008 war er Betreiber eines Gitarrenfachgeschäftes in Heidenheim an der Brenz mit internationaler Kundschaft. Er schloss als Ausbildung eine Lehre als Drucker in Heidenheim an der Brenz ab und ist Vater von zwei Kindern.
Seit 2004 produziert er im Neu-Ulmer Tonstudio Studio 2 gemeinsam mit Romi Schickle seine Siggi Schwarz & Legends CDs. Von den Tourneen mit Chris Thompson und Michael Schenker wurden Livealben veröffentlicht. 2008 produzierte er das Michael-Schenker-Album MSG – Schenker-Barden / In the Midst of Beauty. Die im Mai 2009 veröffentlichte CD Good Times erreichte eine Auflage von über 50.000 Exemplaren. Schwarz war Opener für Konzerte von Santana, The Who, ZZ Top, John Mayall, den Scorpions und anderen.
Mit Romi Schickle komponierte, spielte und produzierte Schwarz die Musik zu Wolfgang Fiereks zweiteiligem Roadmovie On the Road again. Die gleichnamige Single von Wolfgang Fierek wurde von 313jwp/Sony Music veröffentlicht. 2011 wurde der von Schwarz produzierte Titel Hold on I'm coming von Paramount Pictures in Werbespots für den Animationsfilms Kung Fu Panda 2 eingesetzt. Im Mai 2011 wurde Schwarz von Membran/Sony Music unter Vertrag genommen. Die erste Veröffentlichung im Vertrieb von Sony Music war das Tribute Album für den am 6. Februar 2011 verstorbenen Gary Moore. An dem Album wirkten auch Neil Murray (Moores ehemaliger Bassist), Geoff Whitehorn und Steve Lukather mit.
Im Frühjahr 2012 war Schwarz als Support von Johnny Winter auf Europa-Tournee. Im Sommer 2012 veröffentlichte Sony Music das Album New Love Songs und Siggi Schwarz & Friends eröffneten die Open Airs von Toto in Schwäbisch Gmünd und Altusried. 2013 ging er mit neuer Besetzung auf Tour und spielte Konzerte als Support von Mother’s Finest, Mike & the Mechanics und Eric Burdon. Im Sommer 2014 spielten Siggi Schwarz & Friends auf Festivals mit Bryan Adams, Billy Idol, Alan Parsons Project und Uriah Heep.
2015 feiert er sein 40-jähriges Bühnenjubiläum. 2500 Auftritte vor über 1 Million Zuschauer. Im Mai 2015 wurde das Album Siggi Schwarz-Milestones of Rock mit den großen Hits der Rockgeschichte, wie Stairway to Heaven, Hotel California, Imagine, Wish you were here eingespielt mit den Ulmer Philharmonikern und als besondere Gäste Bobby Kimball, Sänger von Toto, und Geoff Whitehorn veröffentlicht.
2023 veröffentlichte Schwarz seine Autobiographie "Rock'n'Roll Road", Hardcover, 230 Seiten, über 100 Abbildungen und Fotos (4fb.) ISBN 9783000744556
Schwarz engagiert sich seit langem in verschiedenen sozialen Projekten, so waren seit 1975 250 seiner bisherigen 3.100 Auftritte und Konzerte Benefizvorstellungen.

## Ehrungen
2025 erhält Schwarz für sein soziales Engagement das Bundesverdienstkreuz, überreicht von Heidenheims Oberbürgermeister Michael Salomo.

## Diskografie

### Studio-Alben
- 1990: Siggi Schwarz & Tom Wilke – I take what I want (Schwarz Music)
- 1995: Geyer-Schwarz-Project – Heart & Soul
- 2000: Geyer-Schwarz-Project – The Electric Blues Duo - ROOTS
- 2004: Siggi Schwarz & The Electricguitar Legends – Vol. I (Membran/Sony)
- 2005: Siggi Schwarz & The Rock Legends – Woodstock Vol. II (Membran/Sony)
- 2007: Siggi Schwarz & The Legends – Soul Classics (Membran/Sony)
- 2009: Siggi Schwarz, Chris Thompson, Geoff Whitehorn, Pete York.... – GoodTimes (GoodTimes)
- 2011: Siggi Schwarz & Tom Croèl – Goodtimes Baseballplayer - Maxi-CD (Schwarz Music)
- 2011: Siggi Schwarz & Friends – Still got the Blues - A Tribute to Gary Moore (Sony Music)
- 2012: Siggi Schwarz – New Love Songs (Sony Music)
- 2015: Siggi Schwarz – "Milestones of Rock" with The Ulm Philharmonic Orchestra, Bobby Kimball (Sony Music)
- 2016: Siggi Schwarz feat. Andreas Kümmert, Jessy Martens – "Heart & Soul"
- 2017: Siggi Schwarz – "Milestones of Rock Vol. II" with The Ulm Philharmonic Orchestra, feat. André Carswell (Membran)
- 2021: Siggi Schwarz – The Fire Inside
- 2023: Siggi Schwarz - 50 Years of Rock'n'Roll - Live & Rare 3er CD Box

### Live-Alben
- 2006: Siggi Schwarz & The Rock Legends – Live at Ulmer Zelt (Membran/Sony)
- 2006: Siggi Schwarz & Michael Schenker – Live Together 2004 (Schwarz Music/Inakustik)
- 2011: Siggi Schwarz & Michael Schenker – Together Live 2004 - The Bonus Edition (Sony Music)

### Sonstiges
- 1979: BLUESPILZ – Eyes don't lie (Rockport Records)
- 1981: BLUESPILZ – Journey to somewhere (Rockport Records)
- 1982: Deutscher Kaiser – Tempo, Tempo
- 1982: SPLIT – Split
- 1985: Sammy Sommermeier – Schattenspiele
- 1988: VIP – Factory Girl (Marlboro Music/Ariola)
- 1991: Songwerkstatt – Arrangement eines Popsongs Video (Schwarz Music)
- 1992: Romi Schickle – Music for films never made (NoGo Music)
- 2002: Lee Mayall's Saxmashine – Let's talk about sax
- 2006: Michael Schenker Group – Tales of Rock'N'Roll - Twenty-Five Years Celebration (Armageddon Music)
- 2008: MSG – Schenker-Barden – In the Midst of Beauty (Inakustik)
- 2009: Wolfgang Fierek – On the Road again (313jwp/Sony)
- 2010: Wolfgang Fierek – On the Road again - DVD (Universal)
- 2011: Various Artists – Blues for broken Hearts (Still got the Blues) (Inakustik)
- 2011: Various Artists – Blues for when you are alone (Empty Rooms) (Inakustik)
- 2014: Willy Geyer – Best of
- 2014: Schweizer – Schweizer 2014 (Osnaton)
- 2015: Sarah Straub – Moving Mountains (Donnerwetter)